# Selección femenina de voleibol de Brasil
La selección femenina de voleibol de Brasil (Seleção Brasileira de Voleibol en portugués) es la selección nacional adulta de voleibol femenino profesional de Brasil, organizada y dirigida por la Confederação Brasileira de Voleibol (CBV). Es uno de los equipos más exitosos del mundo, habiendo conseguido cinco medallas olímpicas en total (dos de oro), cuatro subcampeonatos del mundo y doce Grand Prix. A junio de 2023, se encuentra en el segundo puesto de la clasificación FIVB de selecciones.

## Palmarés

### Juegos Olímpicos
- Campeón (2): 2008, 2012
- Subcampeón (1): 2020
- Tercero (3): 1996, 2000, 2024

### Campeonato Mundial
- Subcampeón (4): 1994, 2006, 2010, 2022
- Tercero (1): 2014

### Copa Mundial
- Subcampeón (3): 1995, 2003, 2007
- Tercero (1): 1999

### Liga de Naciones
- Subcampeón (3): 2019, 2021, 2022

### Grand Prix
- Campeón (12): 1994, 1996, 1998, 2004, 2005, 2006, 2008, 2009, 2013, 2014, 2016, 2017
- Subcampeón (5): 1995, 1999, 2010, 2011, 2012
- Tercero (2): 2000, 2015

### Grand Champions Cup
- Campeón (2): 2005, 2013
- Subcampeón (2): 2009, 2017
- Tercero (1): 1997

### Montreux Volley Masters
- Campeón (7): 1994, 1995, 2005, 2006, 2009, 2013, 2017
- Subcampeón (2): 1993, 1996
- Tercero (1): 2003

### Juegos Panamericanos
- Campeón (4): 1959, 1963, 1999, 2011
- Subcampeón (4): 1991, 2007, 2015, 2023
- Tercero (2): 1955, 1979

### Campeonato Sudamericano
- Campeón (23): 1951, 1956, 1958, 1961, 1962, 1969, 1981, 1991, 1995, 1997, 1999, 2001, 2003, 2005, 2007, 2009, 2011, 2013, 2015, 2017, 2019, 2021, 2023
- Subcampeón (11): 1967, 1971, 1973, 1975, 1977, 1979, 1983, 1985, 1987, 1989, 1993

### Copa Panamericana
- Campeón (3): 2006, 2009, 2011
- Subcampeón (3): 2007, 2008, 2012
- Tercero (1): 2005

### Juegos Sudamericanos
- Campeón (1): 2010
- Subcampeón (1): 1982
- Tercero (1): 2014

### Copa Final Four
- Campeón (2): 2008, 2009

## Estadísticas

### Juegos Olímpicos
Campeón       Subcampeón       Tercer puesto       Cuarto puesto
| Actuación en Juegos Olímpicos | Actuación en Juegos Olímpicos | Actuación en Juegos Olímpicos | Actuación en Juegos Olímpicos | Actuación en Juegos Olímpicos | Actuación en Juegos Olímpicos | Actuación en Juegos Olímpicos | Actuación en Juegos Olímpicos | Actuación en Juegos Olímpicos |
| Años                          | Ronda                         | Posición                      | Pld                           | W                             | L                             | SW                            | SL                            | Equipo                        |
| ----------------------------- | ----------------------------- | ----------------------------- | ----------------------------- | ----------------------------- | ----------------------------- | ----------------------------- | ----------------------------- | ----------------------------- |
| 1964                          | No clasificó                  | No clasificó                  | No clasificó                  | No clasificó                  | No clasificó                  | No clasificó                  | No clasificó                  | No clasificó                  |
| 1968                          | No clasificó                  | No clasificó                  | No clasificó                  | No clasificó                  | No clasificó                  | No clasificó                  | No clasificó                  | No clasificó                  |
| 1972                          | No clasificó                  | No clasificó                  | No clasificó                  | No clasificó                  | No clasificó                  | No clasificó                  | No clasificó                  | No clasificó                  |
| 1976                          | No clasificó                  | No clasificó                  | No clasificó                  | No clasificó                  | No clasificó                  | No clasificó                  | No clasificó                  | No clasificó                  |
| 1980                          |                               | 7.º puesto                    |                               |                               |                               |                               |                               | Equipo                        |
| 1984                          |                               | 7.º puesto                    |                               |                               |                               |                               |                               | Equipo                        |
| 1988                          |                               | 6.º puesto                    |                               |                               |                               |                               |                               | Equipo                        |
| 1992                          | Semifinales                   | 4.º puesto                    |                               |                               |                               |                               |                               | Equipo                        |
| 1996                          | Semifinales                   | 3.er puesto                   |                               |                               |                               |                               |                               | Equipo                        |
| 2000                          | Semifinales                   | 3.er puesto                   |                               |                               |                               |                               |                               | Equipo                        |
| 2004                          | Semifinales                   | 4.º puesto                    |                               |                               |                               |                               |                               | Equipo                        |
| 2008                          | Ronda final                   | Campeón                       |                               |                               |                               |                               |                               | Equipo                        |
| 2012                          | Ronda final                   | Campeón                       |                               |                               |                               |                               |                               | Equipo                        |
| 2016                          |                               | 5.º puesto                    |                               |                               |                               |                               |                               | Equipo                        |
| 2020                          | Final                         | Subcampeón                    |                               |                               |                               |                               |                               |                               |

### Campeonato Mundial
Campeón       Subcampeón       Tercer puesto       Cuarto puesto
| Actuación en Campeonatos Mundiales | Actuación en Campeonatos Mundiales | Actuación en Campeonatos Mundiales | Actuación en Campeonatos Mundiales | Actuación en Campeonatos Mundiales | Actuación en Campeonatos Mundiales | Actuación en Campeonatos Mundiales | Actuación en Campeonatos Mundiales | Actuación en Campeonatos Mundiales |
| Años                               | Ronda                              | Posición                           | Pld                                | W                                  | L                                  | SW                                 | SL                                 | Equipo                             |
| ---------------------------------- | ---------------------------------- | ---------------------------------- | ---------------------------------- | ---------------------------------- | ---------------------------------- | ---------------------------------- | ---------------------------------- | ---------------------------------- |
| 1952                               | No participó                       | No participó                       | No participó                       | No participó                       | No participó                       | No participó                       | No participó                       | No participó                       |
| 1956                               |                                    | 11.º puesto                        |                                    |                                    |                                    |                                    |                                    | Equipo                             |
| 1960                               |                                    | 5.º puesto                         |                                    |                                    |                                    |                                    |                                    | Equipo                             |
| 1962                               |                                    | 8.º puesto                         |                                    |                                    |                                    |                                    |                                    | Equipo                             |
| 1967                               | No participó                       | No participó                       | No participó                       | No participó                       | No participó                       | No participó                       | No participó                       | No participó                       |
| 1970                               |                                    | 13.er puesto                       |                                    |                                    |                                    |                                    |                                    | Equipo                             |
| 1974                               |                                    | 15.º puesto                        |                                    |                                    |                                    |                                    |                                    | Equipo                             |
| 1978                               |                                    | 7.º puesto                         |                                    |                                    |                                    |                                    |                                    | Equipo                             |
| 1982                               |                                    | 8.º puesto                         |                                    |                                    |                                    |                                    |                                    | Equipo                             |
| 1986                               |                                    | 5.º puesto                         |                                    |                                    |                                    |                                    |                                    | Equipo                             |
| 1990                               |                                    | 7.º puesto                         |                                    |                                    |                                    |                                    |                                    | Equipo                             |
| 1994                               | Ronda final                        | Subcampeón                         |                                    |                                    |                                    |                                    |                                    | Equipo                             |
| 1998                               | Semifinales                        | 4.º puesto                         |                                    |                                    |                                    |                                    |                                    | Equipo                             |
| 2002                               |                                    | 7.º puesto                         |                                    |                                    |                                    |                                    |                                    | Equipo                             |
| 2006                               | Ronda final                        | Subcampeón                         |                                    |                                    |                                    |                                    |                                    | Equipo                             |
| 2010                               | Ronda final                        | Subcampeón                         |                                    |                                    |                                    |                                    |                                    | Equipo                             |
| 2014                               | Semifinales                        | 3.er puesto                        |                                    |                                    |                                    |                                    |                                    | Equipo                             |
| 2018                               |                                    | 7.º puesto                         |                                    |                                    |                                    |                                    |                                    | Equipo                             |
| / 2022                             | Final                              | Subcampeón                         | 12                                 | 10                                 | 2                                  | 31                                 | 14                                 | Equipo                             |

### Copa Mundial
Campeón       Subcampeón       Tercer puesto       Cuarto puesto
| Copa Mundial récords | Copa Mundial récords | Copa Mundial récords | Copa Mundial récords | Copa Mundial récords | Copa Mundial récords | Copa Mundial récords | Copa Mundial récords | Copa Mundial récords |
| Años                 | Ronda                | Posición             | Pld                  | W                    | L                    | SW                   | SL                   | Equipo               |
| -------------------- | -------------------- | -------------------- | -------------------- | -------------------- | -------------------- | -------------------- | -------------------- | -------------------- |
| 1973                 | Ronda final          | 9.º puesto           |                      |                      |                      |                      |                      | Equipo               |
| 1977                 | No participó         | No participó         | No participó         | No participó         | No participó         | No participó         | No participó         | No participó         |
| 1981                 | Ronda final          | 8.º puesto           |                      |                      |                      |                      |                      | Equipo               |
| 1985                 | Ronda final          | 6.º puesto           |                      |                      |                      |                      |                      | Equipo               |
| 1989                 | No participó         | No participó         | No participó         | No participó         | No participó         | No participó         | No participó         | No participó         |
| 1991                 | Ronda final          | 8.º puesto           |                      |                      |                      |                      |                      | Equipo               |
| 1995                 | Ronda final          | Subcampeón           |                      |                      |                      |                      |                      | Equipo               |
| 1999                 | Ronda final          | 3.er puesto          |                      |                      |                      |                      |                      | Equipo               |
| 2003                 | Ronda final          | Subcampeón           |                      |                      |                      |                      |                      | Equipo               |
| 2007                 | Ronda final          | Subcampeón           |                      |                      |                      |                      |                      | Equipo               |
| 2011                 | Ronda final          | 5.º puesto           |                      |                      |                      |                      |                      | Equipo               |
| 2015                 | No participó         | No participó         | No participó         | No participó         | No participó         | No participó         | No participó         | No participó         |
| 2019                 | Ronda final          | 4.º puesto           |                      |                      |                      |                      |                      | Equipo               |

### Grand Prix
Campeón       Subcampeón       Tercer puesto       Cuarto puesto
| Grand Prix récords | Grand Prix récords | Grand Prix récords | Grand Prix récords | Grand Prix récords | Grand Prix récords | Grand Prix récords | Grand Prix récords | Grand Prix récords |
| Años               | Ronda              | Posición           | Pld                | W                  | L                  | SW                 | SL                 | Equipo             |
| ------------------ | ------------------ | ------------------ | ------------------ | ------------------ | ------------------ | ------------------ | ------------------ | ------------------ |
| 1993               | Semifinales        | 4.º puesto         |                    |                    |                    |                    |                    | Equipo             |
| 1994               | Ronda final        | Campeón            |                    |                    |                    |                    |                    | Equipo             |
| 1995               | Ronda final        | Subcampeón         |                    |                    |                    |                    |                    | Equipo             |
| 1996               | Ronda final        | Campeón            |                    |                    |                    |                    |                    | Equipo             |
| 1997               | No participó       | No participó       | No participó       | No participó       | No participó       | No participó       | No participó       | No participó       |
| 1998               | Ronda final        | Campeón            |                    |                    |                    |                    |                    | Equipo             |
| 1999               | Ronda final        | Subcampeón         |                    |                    |                    |                    |                    | Equipo             |
| 2000               | Semifinales        | 3.er puesto        |                    |                    |                    |                    |                    | Equipo             |
| 2001               |                    | 5.º puesto         |                    |                    |                    |                    |                    | Equipo             |
| 2002               | Semifinales        | 4.º puesto         |                    |                    |                    |                    |                    | Equipo             |
| 2003               |                    | 8.º puesto         |                    |                    |                    |                    |                    | Equipo             |
| 2004               | Ronda final        | Campeón            |                    |                    |                    |                    |                    | Equipo             |
| 2005               | Ronda final        | Campeón            |                    |                    |                    |                    |                    | Equipo             |
| 2006               | Ronda final        | Campeón            |                    |                    |                    |                    |                    | Equipo             |
| 2007               |                    | 5.º puesto         |                    |                    |                    |                    |                    | Equipo             |
| 2008               | Ronda final        | Campeón            |                    |                    |                    |                    |                    | Equipo             |
| 2009               | Ronda final        | Campeón            |                    |                    |                    |                    |                    | Equipo             |
| 2010               | Ronda final        | Subcampeón         |                    |                    |                    |                    |                    | Equipo             |
| 2011               | Ronda final        | Subcampeón         |                    |                    |                    |                    |                    | Equipo             |
| 2012               | Ronda final        | Subcampeón         |                    |                    |                    |                    |                    | Equipo             |
| 2013               | Ronda final        | Campeón            |                    |                    |                    |                    |                    | Equipo             |
| 2014               | Ronda final        | Campeón            |                    |                    |                    |                    |                    | Equipo             |
| 2015               | Semifinales        | 3.er puesto        |                    |                    |                    |                    |                    | Equipo             |
| 2016               | Ronda final        | Campeón            |                    |                    |                    |                    |                    | Equipo             |
| 2017               | Ronda final        | Campeón            |                    |                    |                    |                    |                    | Equipo             |

### Liga de Naciones
Campeón       Subcampeón       Tercer puesto       Cuarto puesto
| Liga de Naciones | Liga de Naciones | Liga de Naciones | Liga de Naciones | Liga de Naciones | Liga de Naciones | Liga de Naciones | Liga de Naciones | Liga de Naciones |
| Años             | Ronda            | Posición         | Pld              | W                | L                | SW               | SL               | Equipo           |
| ---------------- | ---------------- | ---------------- | ---------------- | ---------------- | ---------------- | ---------------- | ---------------- | ---------------- |
| 2018             | Semifinales      | 4.º puesto       |                  |                  |                  |                  |                  | Equipo           |
| 2019             | Ronda final      | Subcampeón       |                  |                  |                  |                  |                  | Equipo           |
| 2021             | Ronda final      | Subcampeón       |                  |                  |                  |                  |                  | Equipo           |
| 2022             | Ronda final      | Subcampeón       |                  |                  |                  |                  |                  |                  |
| 2023             | Ronda final      | 5.º puesto       | 13               | 8                | 5                |                  |                  |                  |
| 2024             | Ronda final      | 4.º puesto       | 15               | 14               | 1                |                  |                  |                  |

### Campeonato Sudamericano
Campeón       Subcampeón       Tercer puesto       Cuarto puesto
| Campeonato Sudamericano récords | Campeonato Sudamericano récords | Campeonato Sudamericano récords | Campeonato Sudamericano récords | Campeonato Sudamericano récords | Campeonato Sudamericano récords | Campeonato Sudamericano récords | Campeonato Sudamericano récords | Campeonato Sudamericano récords |
| Años                            | Ronda                           | Posición                        | Pld                             | W                               | L                               | SW                              | SL                              | Equipo                          |
| ------------------------------- | ------------------------------- | ------------------------------- | ------------------------------- | ------------------------------- | ------------------------------- | ------------------------------- | ------------------------------- | ------------------------------- |
| 1951                            | Ronda final                     | Campeón                         |                                 |                                 |                                 |                                 |                                 | Equipo                          |
| 1956                            | Ronda final                     | Campeón                         |                                 |                                 |                                 |                                 |                                 | Equipo                          |
| 1958                            | Ronda final                     | Campeón                         |                                 |                                 |                                 |                                 |                                 | Equipo                          |
| 1961                            | Ronda final                     | Campeón                         |                                 |                                 |                                 |                                 |                                 | Equipo                          |
| 1962                            | Ronda final                     | Campeón                         |                                 |                                 |                                 |                                 |                                 | Equipo                          |
| 1964                            | No participó                    | No participó                    | No participó                    | No participó                    | No participó                    | No participó                    | No participó                    | No participó                    |
| 1967                            | Ronda final                     | Subcampeón                      |                                 |                                 |                                 |                                 |                                 | Equipo                          |
| 1969                            | Ronda final                     | Campeón                         |                                 |                                 |                                 |                                 |                                 | Equipo                          |
| 1971                            | Ronda final                     | Subcampeón                      |                                 |                                 |                                 |                                 |                                 | Equipo                          |
| 1973                            | Ronda final                     | Subcampeón                      |                                 |                                 |                                 |                                 |                                 | Equipo                          |
| 1975                            | Ronda final                     | Subcampeón                      |                                 |                                 |                                 |                                 |                                 | Equipo                          |
| 1977                            | Ronda final                     | Subcampeón                      |                                 |                                 |                                 |                                 |                                 | Equipo                          |
| 1979                            | Ronda final                     | Subcampeón                      |                                 |                                 |                                 |                                 |                                 | Equipo                          |
| 1981                            | Ronda final                     | Campeón                         |                                 |                                 |                                 |                                 |                                 | Equipo                          |
| 1983                            | Ronda final                     | Subcampeón                      |                                 |                                 |                                 |                                 |                                 | Equipo                          |
| 1985                            | Ronda final                     | Subcampeón                      |                                 |                                 |                                 |                                 |                                 | Equipo                          |
| 1987                            | Ronda final                     | Subcampeón                      |                                 |                                 |                                 |                                 |                                 | Equipo                          |
| 1989                            | Ronda final                     | Subcampeón                      |                                 |                                 |                                 |                                 |                                 | Equipo                          |
| 1991                            | Ronda final                     | Campeón                         |                                 |                                 |                                 |                                 |                                 | Equipo                          |
| 1993                            | Ronda final                     | Subcampeón                      |                                 |                                 |                                 |                                 |                                 | Equipo                          |
| 1995                            | Ronda final                     | Campeón                         |                                 |                                 |                                 |                                 |                                 | Equipo                          |
| 1997                            | Ronda final                     | Campeón                         |                                 |                                 |                                 |                                 |                                 | Equipo                          |
| 1999                            | Ronda final                     | Campeón                         |                                 |                                 |                                 |                                 |                                 | Equipo                          |
| 2001                            | Ronda final                     | Campeón                         |                                 |                                 |                                 |                                 |                                 | Equipo                          |
| 2003                            | Ronda final                     | Campeón                         |                                 |                                 |                                 |                                 |                                 | Equipo                          |
| 2005                            | Ronda final                     | Campeón                         |                                 |                                 |                                 |                                 |                                 | Equipo                          |
| 2007                            | Ronda final                     | Campeón                         |                                 |                                 |                                 |                                 |                                 | Equipo                          |
| 2009                            | Ronda final                     | Campeón                         |                                 |                                 |                                 |                                 |                                 | Equipo                          |
| 2011                            | Ronda final                     | Campeón                         |                                 |                                 |                                 |                                 |                                 | Equipo                          |
| 2013                            | Ronda final                     | Campeón                         |                                 |                                 |                                 |                                 |                                 | Equipo                          |
| 2015                            | Ronda final                     | Campeón                         |                                 |                                 |                                 |                                 |                                 | Equipo                          |
| 2017                            | Ronda final                     | Campeón                         |                                 |                                 |                                 |                                 |                                 | Equipo                          |
| 2019                            | Ronda final                     | Campeón                         |                                 |                                 |                                 |                                 |                                 | Equipo                          |
| 2021                            | Ronda final                     | Campeón                         |                                 |                                 |                                 |                                 |                                 | Equipo                          |

## Escuadras
- Campeonato Sudamericano 1997:  Medalla de oro

- Virna Dias, Ana Paula Lima, Cilene Drewnick, Fofão, Ângela Moraes, Karin Rodrigues, Hilma Caldeira, Ricarda Lima, Gisele Florentino, Bia, Janina Conceição y Estefania Silva. Entrenador: Bernardo Rezende.

- Gran Copa de Campeones 1997:  Medalla de bronce

- Ana Moser, Ana Ida Alvares, Cilene Drewnick, Ana Paula Lima, Ângela Moraes, Hilma Caldeira, Karin Rodrigues, Virna Dias, Fernanda Venturini, Fernanda Doval, Fofão y Janina Conceição. Entrenador: Bernardo Rezende.

- Campeonato Mundial 1998: 4.º lugar

- Ana Moser, Janina Conceição, Raquel Silva, Ana Paula Connelly, Leila Barros, Virna Dias, Karin Rodrigues, Ana Flávia Sanglard, Fernanda Venturini, Fofão, Erika Coimbra y Sandra Suruagy. Entrenador: Bernardo Rezende.

- Copa Mundial 1999:  Medalla de bronce

- Ana Moser, Janina Conceição, Leila Barros, Walewska Oliveira, Virna Dias, Karin Rodrigues, Fofão, Elisângela Oliveira, Ricarda Lima, Gisele Florentino, Erika Coimbra y Ângela Moraes. Entrenador: Bernardo Rezende.

- Juegos Olímpicos 2000:  Medalla de bronce

- Elisângela Oliveira, Janina Conceição, Raquel Silva, Ricarda Lima, Fofão, Leila Barros, Walewska Oliveira, Virna Dias, Karin Rodrigues, Kely Fraga, Erika Coimbra y Kátia Lopes. Entrenador: Bernardo Rezende.

- Grand Prix 2001: 5.º lugar

- Elisângela Oliveira, Erika Coimbra, Fabiana Berto, Fernanda Doval, Fofão, Karin Rodrigues, Kely Fraga, Patrícia Cocco, Raquel Silva, Ricarda Lima, Walewska Oliveira y Flavia Carvalho. Entrenador: Marco Aurélio Motta.

- Gran Copa de Campeones 2001: 4.º lugar

- Gisele Florentino, Elisângela Oliveira, Raquel Silva, Fabiana de Oliveira, Kely Fraga, Fernanda Doval, Virna Dias, Karin Rodrigues, Jaqueline Carvalho, Flavia Carvalho, Fabiana Berto y Erika Coimbra. Entrenador: Marco Aurélio Motta.

- Grand Prix 2002: 4.º lugar

- Sheilla Castro, Luciana Nascimento, Fabiana de Oliveira, Cecilia Souza, Valeska Menezes, Sassá, Karin Rodrigues, Fabiana Berto, Marina Daloca, Marcelle Rodrigues, Paula Pequeno y Arlene Xavier. Entrenador: Marco Aurélio Motta.

- Campeonato Mundial 2002: 7.º lugar

- Luciana Nascimento, Sheilla Castro, Paula Pequeno, Fabiana de Oliveira, Valeska Menezes, Sônia Benedito, Sassá, Karin Rodrigues, Fabiana Berto, Marina Daloca, Marcelle Rodrigues y Arlene Xavier. Entrenador: Marco Aurélio Motta.

- Grand Prix 2003: 8.º lugar

- Sassá, Raquel Silva, Fabiana de Oliveira, Fabiana Claudino, Valeska Menezes, Virna Dias, Karin Rodrigues, Sheilla Castro, Paula Pequeno, Fabíola Souza, Marcelle Rodrigues y Renata Colombo. Entrenador: Marco Aurélio Motta.

- Copa Mundial 2003:  Medalla de plata

- Walewska Oliveira, Erika Coimbra, Raquel Silva, Fofão Valeska Menezes, Sassá, Virna Dias, Ana Chagas, Paula Pequeno, Fernanda Venturini, Arlene Xavier y Fabiana Claudino. Entrenador: Zé Roberto.

- Grand Prix 2004:  Medalla de oro

- Walewska Oliveira, Elisângela Oliveira, Erika Coimbra, Marianne Steinbrecher, Fofão, Valeska Menezes, Sassá, Virna Dias, Ana Chagas, Fernanda Venturini, Arlene Xavier y Fabiana Claudino. Entrenador: Zé Roberto.

- Juegos Olímpicos 2004: 4.º lugar

- Walewska Oliveira, Elisângela Oliveira, Erika Coimbra, Marianne Steinbrecher, Fofão, Valeska Menezes, Sassá, Virna Dias, Ana Chagas, Fernanda Venturini, Arlene Xavier y Fabiana Claudino. Entrenador: Zé Roberto.

- Grand Prix 2005:  Medalla de oro

- Raquel Silva, Sheilla Castro, Paula Pequeno, Carol Gattaz, Katia Rodrigues, Valeska Menezes, Carolina Albuquerque, Sassá, Marcelle Rodrigues, Jaqueline Carvalho, Fabiana de Oliveira y Renata Colombo. Entrenador: Zé Roberto.

- Gran Copa de Campeones 2005:  Medalla de oro

- Fabiana Claudino, Carolina Albuquerque, Natalia Pereira, Carol Gattaz, Fernanda Alves, Valeska Menezes, Sassá, Marcelle Rodrigues, Jaqueline Carvalho, Sheilla Castro, Fabiana de Oliveira y Renata Colombo. Entrenador: Zé Roberto.

- Grand Prix 2006:  Medalla de oro

- Walewska Oliveira, Carolina Albuquerque, Marianne Steinbrecher, Carol Gattaz, Fofão, Valeska Menezes, Fabiana Claudino, Sassá, Jaqueline Carvalho, Sheilla Castro, Arlene Xavier y Renata Colombo. Entrenador: Zé Roberto.

- Campeonato Mundial 2006:  Medalla de plata

- Walewska Oliveira, Carolina Albuquerque, Marianne Steinbrecher, Paula Pequeno Carol Gattaz, Fofão, Fabiana Claudino, Sassá, Jaqueline Carvalho, Sheilla Castro, Fabiana de Oliveira y Renata Colombo. Entrenador: Zé Roberto.

- Grand Prix 2007: 5.º lugar

- Carolina Albuquerque, Paula Pequeno, Carol Gattaz, Thaísa Menezes, Fabíola Souza, Fabiana Claudino, Sassá, Erika Coimbra, Sheilla Castro, Regiane Bidias, Joyce Silva y Arlene Xavier. Entrenador: Zé Roberto.

- Copa Mundial 2007:  Medalla de plata

- Walewska Oliveira, Paula Pequeno, Carol Gattaz, Thaísa Menezes Fofão, Fabíola Souza, Fabiana Claudino, Sassá, Jaqueline Carvalho, Sheilla Castro, Fabiana de Oliveira y Natalia Pereira. Entrenador: Zé Roberto.

- Grand Prix 2008:  Medalla de oro

- Walewska Oliveira, Carolina Albuquerque, Marianne Steinbrecher, Paula Pequeno, Thaísa Menezes, Fofão, Valeska Menezes, Fabiana Claudino, Sassá, Jaqueline Carvalho, Sheilla Castro y Fabiana de Oliveira. Entrenador: Zé Roberto.

- Juegos Olímpicos 2008:  Medalla de oro

- Walewska Oliveira, Carolina Albuquerque, Marianne Steinbrecher, Paula Pequeno, Thaísa Menezes, Fofão, Valeska Menezes, Fabiana Claudino, Sassá, Jaqueline Carvalho, Sheilla Castro y Fabiana de Oliveira. Entrenador: Zé Roberto.

- Grand Prix 2009:  Medalla de oro

- Fabiana Claudino, Ana Tiemi Takagui, Dani Lins, Carol Gattaz, Thaísa Menezes, Marianne Steinbrecher, Adenízia da Silva, Natalia Pereira, Sassá, Sheilla Castro, Fabiana de Oliveira y Regiane Bidias. Entrenador: Zé Roberto.

- Campeonato Sudamericano 2009:  Medalla de oro

- Dani Lins, Sheilla Castro, Carol Gattaz, Adenízia da Silva, Marianne Steinbrecher, Natalia Pereira, Fabiana de Oliveira, Paula Pequeno, Joyce Silva, Sassá, Ana Tiemi Takagui y Camila Brait. Entrenador: Zé Roberto.

- Gran Copa de Campeones 2009:  Medalla de plata

- Ana Tiemi Takagui, Dani Lins, Paula Pequeno, Carol Gattaz, Thaísa Menezes, Marianne Steinbrecher, Adenízia da Silva, Natalia Pereira, Sassá, Joyce Silva, Sheilla Castro y Fabiana de Oliveira. Entrenador: Zé Roberto.

- Grand Prix 2010:  Medalla de plata

- Fabiana Claudino, Dani Lins, Paula Pequeno, Adenízia da Silva, Thaísa Menezes, Marianne Steinbrecher, Jaqueline Carvalho, Sassá, Natalia Pereira, Sheilla Castro, Fabiana de Oliveira y Fabíola Souza. Entrenador: Zé Roberto.

- Campeonato Mundial 2010:  Medalla de plata

- Fabiana Claudino, Carol Gattaz, Dani Lins, Adenízia da Silva Thaísa Menezes, Jaqueline Carvalho, Sassá, Joyce Silva, Natalia Pereira, Sheilla Castro, Fabiana de Oliveira, Fe Garay, Fabíola Souza y Camila Brait. Entrenador: Zé Roberto.

- Grand Prix 2011:  Medalla de plata

- Fabiana Claudino, Juciely Silva, Dani Lins, Paula Pequeno, Adenízia da Silva, Thaísa Menezes, Marianne Steinbrecher, Sassá, Natalia Pereira, Sheilla Castro, Fabiana de Oliveira, Fe Garay, Fabíola Souza y Tandara Caixeta. Entrenador: Zé Roberto.

- Campeonato Sudamericano 2011:  Medalla de oro

- Fabiana Claudino, Dani Lins, Adenízia Silva, Thaísa Menezes, Marianne Steinbrecher, Jaqueline Carvalho, Sassá, Sheilla Castro, Fabíola Souza, Fe Garay, Tandara Caixeta y Fabiana de Oliveira. Entrenador: Zé Roberto.

- Copa Mundial 2011: 5.º lugar

- Fabiana Claudino, Juciely Silva, Dani Lins, Paula Pequeno, Adenízia da Silva, Thaísa Menezes, Marianne Steinbrecher, Sassá, Tandara Caixeta, Sheilla Castro, Fabiana de Oliveira, Fe Garay, Fabíola Souza y Camila Brait. Entrenador: Zé Roberto.

- Grand Prix 2012:  Medalla de plata

- Fabiana Claudino, Juciely Silva, Dani Lins, Paula Pequeno, Adenízia da Silva, Thaísa Menezes, Marianne Steinbrecher, Jaqueline Carvalho, Fernanda Ferreira, Sheilla Castro, Fabiana de Oliveira, Fe Garay, Fabíola Souza y Camila Brait. Entrenador: Zé Roberto.

- Juegos Olímpicos 2012:  Medalla de oro

- Fabiana Claudino, Dani Lins, Paula Pequeno, Adenízia da Silva, Thaísa Menezes, Jaqueline Carvalho, Fernanda Ferreira, Tandara Caixeta, Natalia Pereira, Sheilla Castro, Fabiana de Oliveira y Fe Garay. Entrenador: Zé Roberto.

- Grand Prix 2013:  Medalla de oro

- Fabiana Claudino, Juciely Silva, Dani Lins, Adenízia Silva, Thaísa Menezes, Priscila Daroit, Cláudia Silva, Michelle Pavão, Gabriela Guimarães, Sheilla Castro, Fabiana de Oliveira, Monique Pavão, Fe Garay y Camila Brait. Entrenador: Zé Roberto.

- Campeonato Sudamericano 2013:  Medalla de oro

- Fabiana Claudino, Juciely Silva, Dani Lins, Thaísa Menezes, Adenízia Silva, Michelle Pavão, Gabriela Guimarães, Natalia Pereira, Sheilla Castro, Fabiana de Oliveira, Monique Pavão, Fe Garay, Fabíola Souza y Camila Brait. Entrenador: Zé Roberto.

- Gran Copa de Campeones 2013:  Medalla de oro

- Fabiana Claudino, Adenízia da Silva, Cláudia Silva, Michelle Pavão, Tandara Caixeta, Natalia Pereira, Sheilla Castro, Fabiana de Oliveira, Monique Pavão, Fe Garay, Fabíola Souza, Camila Brait, Walewska Oliveira y Carol Gattaz. Entrenador: Zé Roberto.

- Grand Prix 2014:  Medalla de oro

- Fabiana Claudino, Dani Lins, Carolina da Silva, Adenízia Silva, Thaísa Menezes, Jaqueline Carvalho, Gabriela Guimarães, Tandara Caixeta, Sheilla Castro, Monique Pavão, Fe Garay, Fabíola Souza, Camila Brait y Léia Silva. Entrenador: Zé Roberto.

- Campeonato Mundial 2014:  Medalla de bronce

- Fabiana Claudino, Dani Lins, Carolina da Silva, Adenízia Silva Thaísa Menezes, Jaqueline Carvalho, Gabriela Guimarães, Tandara Caixeta, Natalia Pereira, Sheilla Castro, Fe Garay, Fabíola Souza, Camila Brait y Léia Silva. Entrenador: Zé Roberto.

## Divisiones inferiores deBrasil
Selección sub-23
| Competición               |   |   |   | Total |
| ------------------------- | - | - | - | ----- |
| Campeonato Mundial Sub-23 | 1 | 0 | 0 | 1     |
| Sudamericano Sub-22       | 2 | 0 | 0 | 2     |
| Total                     | 3 | 0 | 0 | 3     |

Selección sub-20
| Competición               |    |   |   | Total |
| ------------------------- | -- | - | - | ----- |
| Campeonato Mundial Sub-20 | 6  | 5 | 3 | 14    |
| Sudamericano Sub-20       | 22 | 4 | 0 | 26    |
| Total                     | 28 | 9 | 3 | 40    |

Selección sub-18
| Competición               |    |   |   | Total |
| ------------------------- | -- | - | - | ----- |
| Campeonato Mundial Sub-18 | 3  | 4 | 3 | 10    |
| Sudamericano Sub-18       | 17 | 5 | 1 | 23    |
| Total                     | 20 | 9 | 4 | 33    |

Selección sub-16
| Competición         |   |   |   | Total |
| ------------------- | - | - | - | ----- |
| Sudamericano Sub-16 | 2 | 1 | 0 | 3     |
| Total               | 2 | 1 | 0 | 3     |

## Jugadoras destacadas
- Adenízia da Silva
- Dani Lins
- Fabiana Claudino
- Fabiana Oliveira
- Fernanda Garay
- Hélia Souza
- Jaqueline Carvalho
- Marianne Steinbrecher
- Paula Pequeno
- Sheila Castro
- Thaísa Menezes
- Caroline de Oliveira Saad Gattaz
- Gabriela Braga Guimaraës